# Municipio de Washington (condado de Clark, Dakota del Sur)
El municipio de Washington (en inglés: Washington Township) es un municipio ubicado en el condado de Clark en el estado estadounidense de Dakota del Sur. En el año 2010 tenía una población de 67 habitantes y una densidad poblacional de 0,72 personas por km².

## Geografía
El municipio de Washington se encuentra ubicado en las coordenadas 44°34′20″N 97°32′35″O / 44.57222, -97.54306. Según la Oficina del Censo de los Estados Unidos, el municipio tiene una superficie total de 93 km², de la cual 92,04 km² corresponden a tierra firme y (1,04 %) 0,96 km² es agua.

## Demografía
Según el censo de 2010, había 67 personas residiendo en el municipio de Washington. La densidad de población era de 0,72 hab./km². De los 67 habitantes, el municipio de Washington estaba compuesto por el 97,01 % blancos, el 1,49 % eran amerindios y el 1,49 % eran de una mezcla de razas. Del total de la población el 0 % eran hispanos o latinos de cualquier raza.